# 笏拍子
笏拍子（しゃくびょうし）は雅楽などにおける打楽器の一つ。国風歌舞、催馬楽に用いられる。また、近代に作られた神楽でも一部用いられる。楽器分類学の上では、木製の体鳴楽器の相互打奏板に分類されるだろう。
笏拍子の起源は古く、神話の天岩窟（あめのいわや）の神遊びにある。

## 形状
形状は笏を縦に二つに割ったような形状をしており、そもそもは歌う際に臨時に笏を割ったもの、または2つの笏を用いて、それが後に様式化し、独立した1つの楽器として成立したと考えられる。『楽家録』によれば、上古には、ふつうの笏2枚をもちいたが、中古より1枚の笏をたてに2等分するにいたったが、2等分するようになったのがいつからか不明であるという。
使用する木材は柾目に挽くのが普通で、よく乾燥させたものを用いる。
材質に関しては特段定めはないが、笏と同様にイチイを用いたり、堅い木を用いると音質がよい事からケヤキを用いたりする。なお、枇杷材を最良材とする。長さ1尺2寸、横幅は両方あわせて上方で2寸6分、下方で1寸6分、厚さは上方で3分5厘、下方で2分5厘。

## 使用法
左右の手に笏拍子のそれぞれを持ち、拍子木のように打ち合わせて音を出す。しかしながら、拍子木と全く同様に左右離した状態から打ち鳴らすと曲中の打つべき箇所から遅れを生じるため、笏拍子の元の部分（握った手元）を蝶番の様に接して使用する。また楽器の平面同士を当てて打ち鳴らすのではなく、左の笏拍子の平面に対して右の笏拍子を垂直に立てて構え、右の笏拍子の端面を左の笏拍子の表面に打ちつけて鳴らす。
楽曲中に笏拍子を打つ箇所は楽曲によってそれぞれであるが概ね二種に大別され、決まったリズムで打つ場合と、曲中の決まった箇所で打つ場合とがある。
笏拍子の担当は音楽全体の調子を整える役目であるため、素人集団による演奏では一座の最も主だった人物が担当するのが普通であった。